# Lohnstorf
Lohnstorf foi uma comuna da Suíça, no Cantão Berna, com cerca de 196 habitantes. Estendia-se por uma área de 1,8 km², de densidade populacional de 109 hab/km². Confinava com as seguintes comunas: Burgistein, Kirchdorf, Mühlethurnen, Riggisberg.
A língua oficial nesta comuna era o Alemão.

## História
Em 1 de janeiro de 2020, passou a formar parte da nova comuna de Thurnen.